# Sybil Thomas
Sybil Margaret Thomas, vizcondesa Rhondda, nacida Haig (Brighton, 25 de febrero de 1857 – 11 de marzo de 1941) fue una sufragista británica, feminista y filántropa . 

## Biografía
Nació en Brighton, era hija de George Augustus Haig, un comerciante y terrateniente de Pen Ithon, Radnorshire, Gales, y de Anne Eliza Fell. Su padre era de ascendencia escocesa y era primo de Douglas Haig . 
El 27 de junio de 1882 se casó con David Alfred Thomas, un rico industrial galés que más tarde se convirtió en miembro liberal del Parlamento de los municipios de Merthyr . Su residencia principal era en Llanwern, Monmouthshire . 

## Política
En la década de 1890, Sybil Thomas se convirtió en presidenta de la Unión Galesa de Asociaciones Liberales de Mujeres, una organización feminista y activista por el sufragio femenino . También fue una moderada prominente en la Unión Nacional de Sociedades de Sufragio de Mujeres . Sus hermanas Janetta y Lotty también fueron sufragistas prominentes y ambas fueron a prisión por actos de violencia en nombre de la causa. Su hija, Margaret Haig Thomas, se convirtió en una de las feministas británicas más prominentes de los años de entreguerras. Bajo su influencia, Sybil se unió a la Unión Social y Política de Mujeres más activista. En 1914 fue sentenciada a un día de prisión después de celebrar una reunión pública en el exterior del Parlamento . 

## Primera Guerra Mundial
En 1916 su esposo recibió la distinción de  Barón Rhondda . Durante la Primera Guerra Mundial, Lady Rhondda se desempeñó como presidenta del Comité Asesor de Mujeres del Comité Nacional de Ahorros de Guerra y convirtió a parte de Llanwern en un hospital militar, además de ayudar a su esposo en su trabajo de guerra (como Controladora de Alimentos de 1917–18). ) En 1918 su esposo se convirtió en vizconde Rhondda . Murió poco después y Lady Rhondda dedicó el resto de su vida a proyectos feministas y filantrópicos.

## Honores
Lady Rhondda fue nombrada Dama Comandante de la Orden del Imperio Británico (DBE) en los honores de guerra civil de 1920 por su trabajo con el Comité Nacional de Ahorros de Guerra. Murió el 11 de marzo de 1941.
1. 1 2  Biography, Oxford Dictionary of National Biography